# Ptilodactyla pruinosa
Ptilodactyla pruinosa is een keversoort uit de familie Ptilodactylidae. De wetenschappelijke naam van de soort is voor het eerst geldig gepubliceerd in 1897 door Champion.